# 261 Prymno
261 Prymno è un asteroide della fascia principale del diametro medio di circa 50,93 km. Scoperto nel 1886, presenta un'orbita caratterizzata da un semiasse maggiore pari a 2,3310255 UA e da un'eccentricità di 0,0903322, inclinata di 3,63612° rispetto all'eclittica.
Il suo nome è dedicato alla ninfa Primno, nella mitologia greca, una delle Oceanine.